# Calixtus
Calixtus är ett romerskt mansnamn som hade namnsdag i äldre svenska almanackor den 14 oktober efter påven Calixtus I. Calixtusdagen ansågs vara "första vinterdag" liksom Tiburtiusdagen 14 april var "första sommardag". Det fanns år 2018 11 personer som hade Calixtus som förnamn i Sverige, varav 2 som tilltalsnamn. Calixtus kommer antingen av grekiska "kallistos" (vacker) eller av det latinska "calix" (bägare).